# Красный Маныч (Ростовская область)
Красный Маныч — хутор в Весёловском районе Ростовской области.
Входит в состав Краснооктябрьского сельского поселения.

## История
В 1950-е годы на хуторе действовал колхоз имени Сталина.

## Население
| 1989 | 2002 | 2010 |
| ---- | ---- | ---- |
| 661  | ↗695 | ↘646 |

## Улицы
- пер. Молодёжный,
- ул. Северная,
- ул. Центральная,
- ул. Южная.

## Достопримечательности
На хуторе находится братское захоронение советских воинов и мемориал воинам-односельчанам, погибшим на полях сражений Великой Отечественной войны.